# Autoportrait portant un bonnet à plumes blanches
Autoportrait portant un bonnet à plumes blanches est une huile sur toile attribuée au peintre néerlandais Rembrandt. Signée et datée de 1635, le tableau est considéré comme un autoportrait jusqu'en 1968, avant d'être rejeté par Horst Gerson dans son catalogue raisonné en se basant sur le style de l'œuvre. Mais le 18 mars 2013, Ernst van de Wetering réattribue le tableau au maître néerlandais. Il fait ainsi partie des 40 autoportraits peints de Rembrandt.

## Description
L'autoportrait montre Rembrandt à mi-corps regardant vers la droite, portant une cape en velours décorée de broderies dorées, sur un hausse-col. Un médaillon pend d'une chaîne en or autour de son cou. Il porte aussi un béret en velours noir qui assombrit son visage. Un autre médaillon soutient une plume d'autruche, sur son couvre-chef.
Ce tableau est décrit par Hofstede de Groot en 1915 :

« 584. Portrait du peintre. Bode 131 ; Dut. 141 ; Wb. 373 ; B.-HdG. 174. Mi-corps, taille réelle. Il se tient de profil vers la droite, tournant sa tête et ses yeux vers le spectateur. Il a des cheveux épais et bouclés, et un début de moustache et d'impériale. Il porte un chapeau de velours avec deux plumes d'autruche attachées avec une broche dorée. Une courte cape au teint violet, avec de larges bords dorés brodés et avec des franges, est portée, ouverte, sur le costume jaune, qui montre un hausse-col métallique et un collier sur la poitrine. De l'épaule gauche pend une petite chaîne ; sur la poitrine, une double chaîne en or avec un médaillon. Il semble au repos, les deux mains sur ses hanches sous la cape. Une lumière claire descend de la gauche, sur les plumes, sur la partie inférieure du visage et sur l'épaule droite. L'arrière-plan est plutôt sombre, l'ombre du chapeau y est posée en relief à droite. Signé « Rembrandt f. 1635 » ; panneau de chêne, 90,5 × 71,8 cm. une copie est conservée dans le musée de Wiesbaden ; voir Moes, no 6693 ; 34. Une autre copie, sans les plumes sur le chapeau, est conservée au musée national de Rome[Lequel ?], no 761 : gravure de J. Pichler, 1791. Mentionné par Vosmaer (en), p. 508 ; Bode, p. 411, 576 ; Dutuit, p. 50 ; Michel, p. 215, 560 [166, 430] ; Moes, Iconographia Batava, no 6693, p. 33. Exposé à Leyde en 1906, no 40. Dans la collection du Prince Liechtenstein, Vienne, catalogue de 1885, no 84. »

— Hofstede de Groot, 1915.

## Provenance et historique
- 1635 : Le portrait est signé et daté au coin inférieur droit « Rembran(..) / f ... 1635 »[2]
- 1727 : Mentionné pour la première fois dans le catalogue de la collection de Joseph-Wenceslas[2]
- 1968 : Horst Gerson rejette la paternité de l'œuvre à Rembrandt
- (date incertaine) : Le marchand d'art Edward Speelman Ltd. (Londres) acquiert le tableau[2]
- 1987 : Vendu à Harold Samuel, Baron Samuel of Wych Cross (en)[2]
- 2010 : Donné en septembre à l'institution britannique National Trust for Places of Historic Interest or Natural Beauty, puis installé dans l'abbaye de Buckland, qui appartient à l'institution
- 2013 : Ernst van de Wetering le visite et réattribue la paternité de l'œuvre à Rembrandt.

## Attribution

### Attributions par Gerson et Wetering
L'attribution de cette œuvre à Rembrandt n'a jamais été discutée depuis sa première mention en 1727 par Joseph-Wenceslas, jusqu'à ce que Horst Gerson ne la rejette complètement dans son Catalogue raisonné de Rembrandt de 1968 (en), pour des considérations stylistiques. Cet ouvrage réduit le nombre de tableaux attribués à Rembrandt de 639 à 419, par rapport au Catalogue raisonné de Rembrandt de 1935 (en) d'Abraham Bredius. L'année suivante, il publie une révision du catalogue de Bredius, qui réduit encore davantage ce nombre. Le Rembrandt Research Project, sous la direction d'Ernst van de Wetering, s'est basé sur son catalogue raisonné pour établir son Corpus (des 348 tableaux inclus, 295 l'étaient dans celui de Gerson) et dans ses processus d'attribution des tableaux de Rembrandt, tout particulièrement l’Autoportrait portant un bonnet à plumes blanches, en procédant à des analyses scientifiques et historiques pour le sixième volume de 2014.
Ernst van de Wetering, qui était l'assistant de Gerson en 1968, partage les mêmes doutes que ce dernier, mais il acquiert plus de certitudes sur l'authenticité du tableau grâce à une recherche historique plus approfondie et grâce à des analyses aux rayons X,.
Rembrandt a peint l'autoportrait pendant la période où il expérimentait avec l'ombre et la lumière autour des yeux ; le béret cache ses yeux et son nez et les joues deviennent la source lumineuse grâce à un reflet visible sous la paupière inférieure. Lors de la même période, Rembrandt réalise plusieurs portraits avec des chapeaux à plume, et on connaît aussi de lui plusieurs esquisses et portraits avec des reflets lumineux sous les paupières.
L’Autoportrait portant un bonnet à plumes blanches est l'un des 40 autoportraits peints de Rembrandt.

Œuvres où Rembrandt recherche la lumière sous les yeux de son sujet
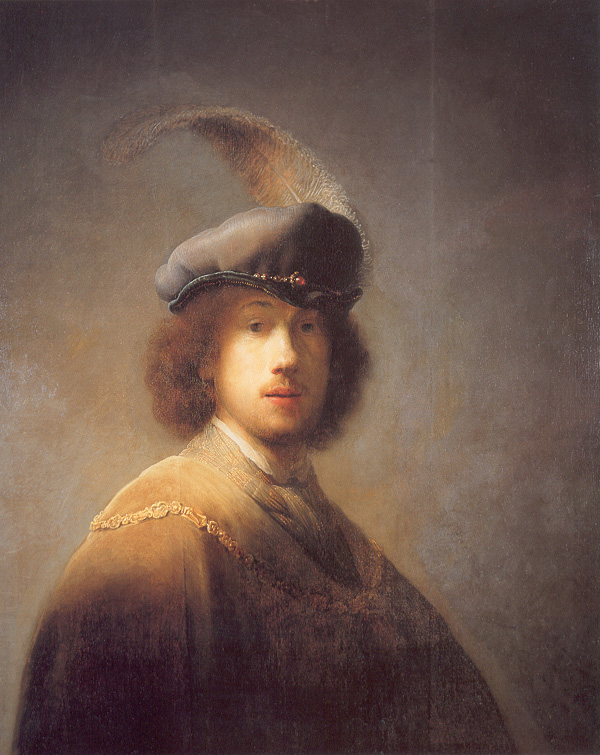
Autoportrait au béret à plume, 1629, Musée Isabella Stewart Gardner, Boston.
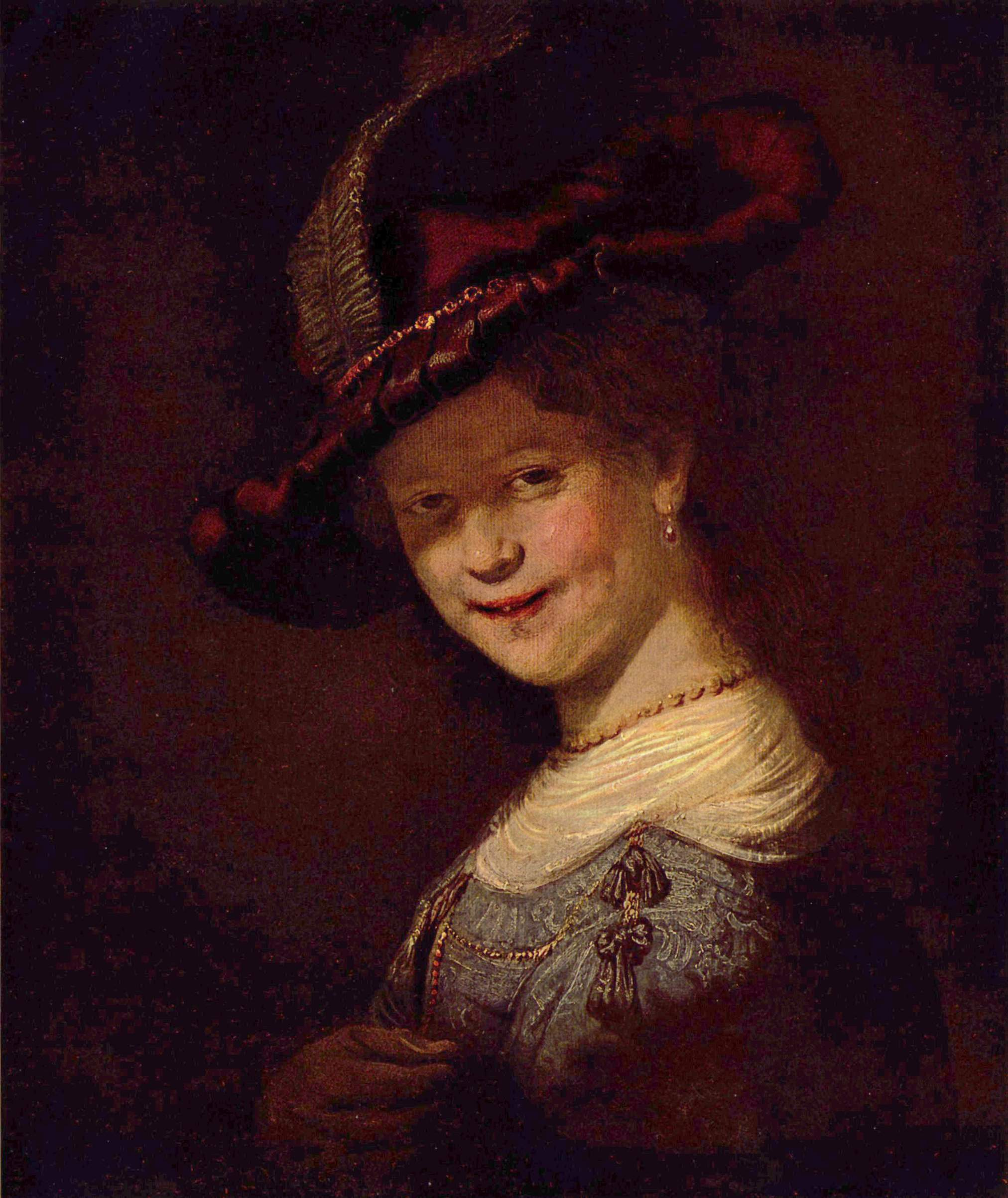
Buste d'une jeune femme riant, possiblement Saskia van Uylenburgh, 1633, Gemäldegalerie Alte Meister, Dresde.

### Autres attributions
L’Autoportrait portant un bonnet à plumes blanches avait aussi été attribué à Rembrandt par Kurt Bauch (1966, no 309). Après avoir été retiré par Gerson en 1968, Christian Tümpel l'attribue à Govert Flinck en 1986 (no A 64). En 1992 (no 251), Leonard J. Slatkes réattribue le tableau au maître grâce à de nouvelles photographies prises en 1987.

## Datation et bonnet à plumes
Selon Van de Wetering, la peinture du bonnet à plumes peut être datée avec certitude en se basant sur une série d'eaux-fortes que Rembrandt a faite pour préparer le tableau du Christ devant Pilate (1636). Il a fait un portrait de lui-même au balcon portant un bonnet à plume et seul le haut de sa tête est visible. L'autoportrait est inclus dans plusieurs états de l'eau-forte, mais reste indistinct sur le tableau.

Études du Christ devant Pilate
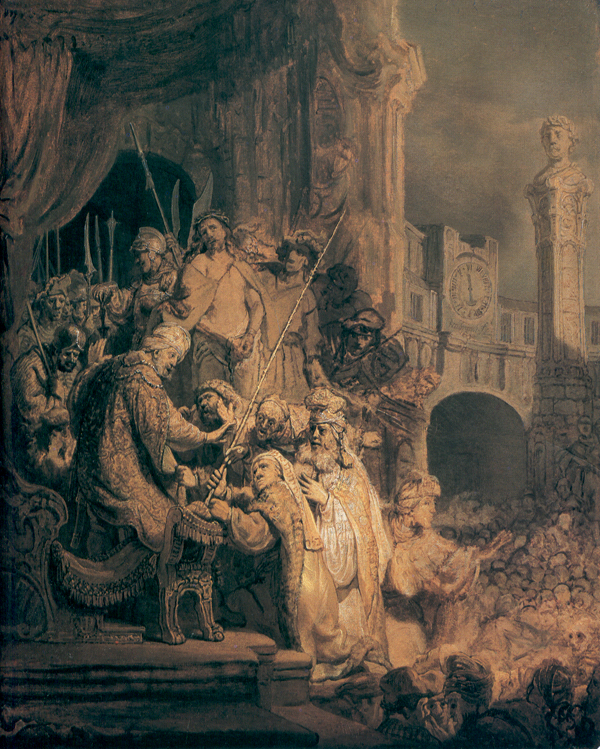
Christ devant Pilate, huile, 1634, National Gallery de Londres.
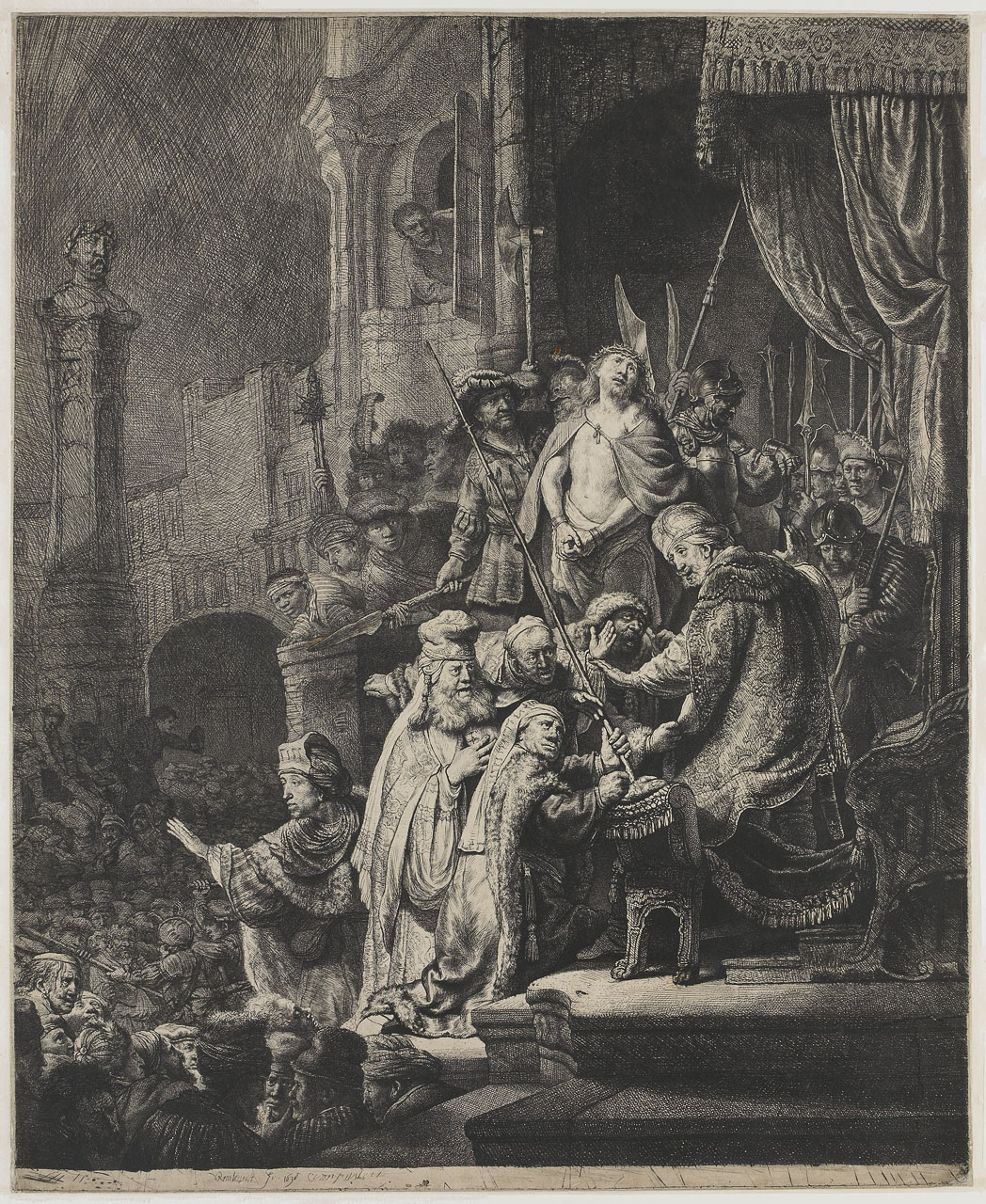
Christ devant Pilate, 1636, eau-forte, Rijksmuseum Amsterdam.
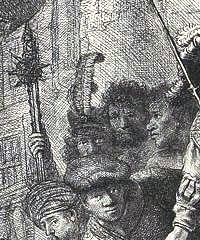
Détail de l'estampe Christ devant Pilate.

## Restauration et exposition

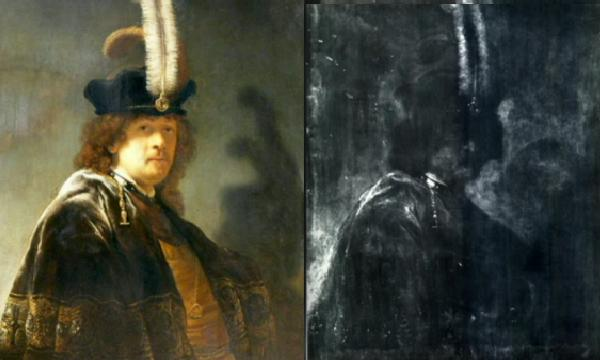
L'œuvre montrée avec son analyse aux rayons X. Elle prouve qu'il ne s'agit pas d'une copie, car elle révèle un « premier travail exploratoire » et des corrections durant le processus de peinture.

David Taylor, conservateur de la collection des peintures et sculptures du National Trust, annonce début 2013 qu'il était prévu de restaurer le tableau à l'hiver 2013-2014. Van de Wetering tente en 2005 de réattribuer le tableau grâce aux rayons X, mais ce n'est qu'après avoir consulté l'œuvre à l'abbaye de Buckland en 2013 qu'il peut confirmer sa théorie d'alors.
Le tableau fait partie aujourd'hui de la collection du National Trust mais est conservé dans l'abbaye de Buckland. En juin 2014, après huit mois de travail au Hamilton Kerr Institute (en), l'authenticité de l'œuvre ne fait plus de doute, et ce tableau de Rembrandt est estimé à 30 millions de livres sterling.